# Williamsburg (Colorado)
Williamsburg es una pueblo ubicada en el condado de Fremont en el estado estadounidense de Colorado. En el año 2010 tenía una población de 662 habitantes y una densidad poblacional de 63,5 personas por km².

## Geografía
Williamsburg se encuentra ubicada en las coordenadas 38°23′1″N 105°9′37″O / 38.38361, -105.16028.

## Demografía
Según la Oficina del Censo en 2000 los ingresos medios por hogar en la localidad eran de $ 34,792, y los ingresos medios por familia eran $34,583. Los hombres tenían unos ingresos medios de $32,159 frente a los $19,063 para las mujeres. La renta per cápita para la localidad era de $14,646. Alrededor del 13% de la población estaba por debajo del umbral de pobreza.